# Un anillo alrededor del sol
Un anillo alrededor del sol (Ring Around the Sun) es una novela de Clifford D. Simak, escrita en 1952.

## Argumento
El escritor Jay Vickers recibe un encargo del empresario George Crawford, que representa a la industria americana; deberá revelar que los productos eternos que han salido últimamente a la venta, cuchillas de afeitar, bombillas, carbohidratos, coches y casas, forman parte de un elaborado plan de unos mutantes para destruir la economía mundial. Vickers rehúsa, pero promete estar en contacto. Poco después descubre una máquina espía en su casa. Cuando Horton Flanders, un anciano vecino amigo suyo desaparece, debe huir para evitar ser linchado como sospechoso. Viaja a la casa de su infancia, donde encuentra una peonza que decide guardarse. Pronto se revela públicamente la existencia de los mutantes, lo que provoca linchamientos y el destrozo de los chismes mutantes, entre ellos el coche de Vickers. Gracias a la peonza, viaja a una Tierra alternativa, y tras días de viaje halla una fábrica, un asentamiento humano y una casa con mutantes, entre los que se encuentra Flanders, que le explica que aquel mundo, al que llaman Tierra 2, se encuentra en otro “paréntesis de tiempo” y que es su base de operaciones, donde pretenden crear una sociedad mejor. Vickers, con su poder de intuición, debe ayudarles deduciendo los próximos pasos a seguir. Tras pensar, viaja a la Tierra con una película que muestra al grupo de Crawford, los cuales van pasando a Tierra 2, ya que son mutantes latentes.
El libro anticipa en muchos puntos los mutantes de la marvel, como la reacción de la gente. El título viene de una teoría en la que habría una infinita sucesión de mundos antes y después del nuestro, formando un anillo alrededor del sol.
- Datos: Q3818570